# Leu roumain
Le leu roumain, au pluriel : lei, qui signifie littéralement en français : « lion » (code ISO 4217 RON, acronyme de  romanian new leu), est l'unité monétaire de la Roumanie. Il est divisé en 100 bani (singulier : ban) mais ceux-ci sont peu utilisés depuis la réforme monétaire du 1er juillet 2005.
Il a remplacé le leu roumain (code ISO 4217 ROL, acronyme de romanian leu) au taux de 1 RON = 10 000 ROL.

## Histoire du leu roumain
Le mot leu signifie lion et proviendrait des pièces autrichiennes (talers Leeuwendaalder des Pays-Bas autrichiens marqués du lion des Flandres) en circulation à partir du XVIIe siècle en Transylvanie et dans les « principautés danubiennes » de Moldavie et Valachie.
Le « leu » roumain est né le 22 avril 1867 en application de la nouvelle loi monétaire abolissant la circulation de la para de l'époque ottomane, loi promulguée par le prince Carol Ier de Roumanie (de la famille Hohenzollern-Sigmaringen). Il pesait 5 grammes d'argent. La Roumanie étant encore vassale de l'Empire ottoman, ce dernier a protesté contre cette marque d'indépendance et le gouvernement roumain n'a d'abord émis que le « ban », sous-division du leu (1, 2, 5, 10 et 50 « bani », en cuivre, produites à Birmingham). En 1868, le prince ordonne l'émission symbolique de 200 pièces de 20 « lei », en or, frappées de l'inscription « Carol, roi des Roumains », suivie de nouvelles protestations de la part des Ottomans, ainsi que de la part de l'Autriche-Hongrie (à laquelle appartenait la Transylvanie) et de la Russie (à laquelle appartenait la Bessarabie). Le 3 mars 1870 est créée à Bucarest l'administration de la Monnaie d'État, qui la même année frappe les monnaies de 1 « leu » en argent et de 20 « lei » en or. Les monnaies du roi Carol Ier vont être dessinées par des graveurs célèbres de l'époque (1867-1910), allemands et français (Kullrich, Scharff, Paulin Tasset). Les premiers billets de banque en « lei » ont été émis par la Banque nationale de Roumanie (BNR) entre 1877 et 1881. Le siège actuel de la BNR a été construit entre 1884 et 1889 selon les plans des architectes français Albert Galleron et Joseph Cassien-Bernard. Garanti en or et argent, le « leu » roumain est resté une monnaie européenne stable jusqu'à la Seconde Guerre mondiale, malgré le fait que l'or de la BNR, envoyé à l'abri de l'invasion allemande en 1917 à Moscou, a été confisqué par le pouvoir soviétique et que seule une très faible fraction symbolique a été rendue depuis, malgré les demandes réitérées de la Roumanie.
Le leu a connu deux périodes d'inflation galopante. Brève, la première a eu lieu en 1948, aussitôt après la proclamation de la dictature communiste, instaurée en 1945 à la suite de l'occupation de la Roumanie par l'Union soviétique (1944-1958) : alors que le leu royal était dévalué de 50 %, le nouveau régime changea la monnaie, sans en avertir la population, à raison d'un nouveau leu républicain pour 20 lei royaux de sorte que les économies des citoyens qui en avaient, disparurent dans les caisses de l'État communiste, qui par ailleurs interdit aux particuliers la détention d'or et de gemmes. La seconde s'est produite sur plusieurs années après la Libération de 1989 c'est-à-dire depuis le retour de la démocratie et à l'économie de marché : entre 1991 et 1996 les prix ont été multipliés par 2 400 et la BNR finit par émettre des coupures de un million de lei (environ 27 euros). L'inflation, après avoir atteint des sommets en 1993, est enfin ramenée à moins de 10 % (9,3 % en 2004). Pendant cette période, les bani (singulier : ban) n'ont plus guère été utilisés jusqu'à la réforme monétaire de 2005. Le 1er juillet 2005 la BNR, après avoir préalablement informé les citoyens, décida d'enlever quatre zéros pour créer le Nouveau leu roumain (leul nou ou RON) et depuis, la plus grosse coupure est de 500 lei. Cette fois le change fut équitable pour les citoyens et l'inflation annuelle en juillet 2007 est à 3,8 %.
Après la relative stabilité qui avait suivi l'entrée dans l'UE le 1er janvier 2007, les suites de la crise financière mondiale et la corruption endémique des oligarques ont fait subir au cours du leu des variations assez importantes, mais sans commune mesure avec celles du début et de la fin du régime communiste. L'inflation annuelle, en avril 2012, était de 1,80 %. En mai 2014, elle était de 1,21 % et en juillet 2014, l'inflation annuelle était de 0,95 %.
Le président roumain Traian Băsescu déclare en 2014, en fin de mandat, que le passage à l'euro n'est prévu que pour l'année 2018 ou 2019. Les gouvernements suivants repoussent finalement l'échéance à, au mieux, 2022.
Les nouveaux billets sont identiques aux anciens, à l'exception des quatre zéros enlevés et les nouvelles coupures ont la même taille que les billets en euros, afin de faciliter la future transition. La nouvelle monnaie a été officiellement mise en circulation dans la nuit du 30 juin 2005 à minuit par un retrait d'argent, devant les caméras par le président roumain Traian Băsescu, le Premier ministre Călin Popescu-Tăriceanu et par ledit gouverneur.

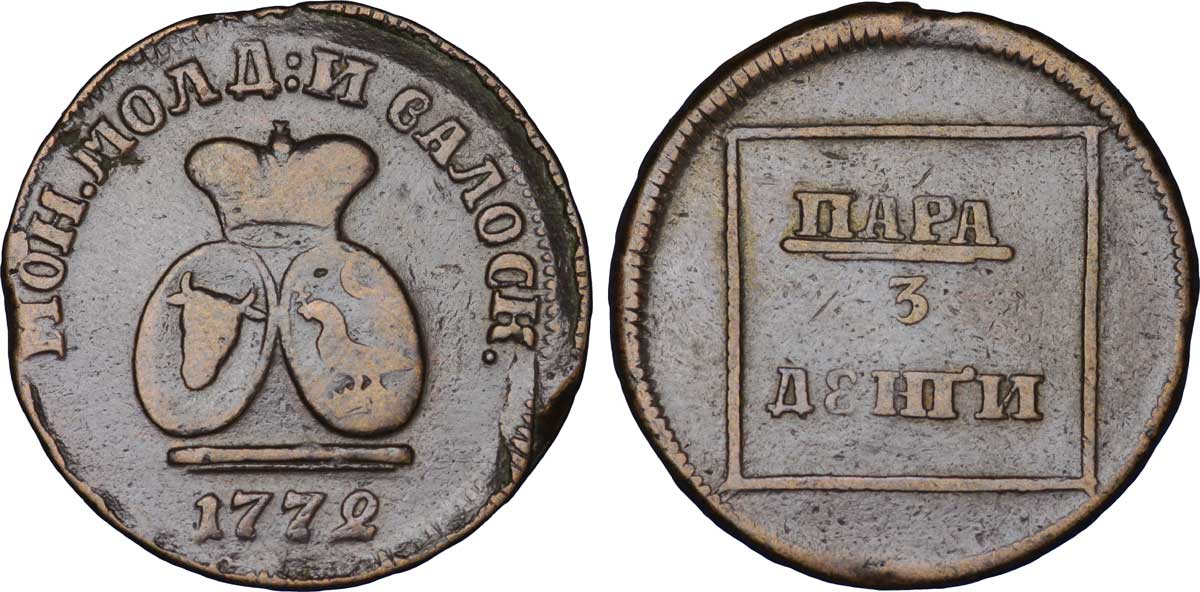
Monnaie d'1,3 Para des principautés roumaines de Moldavie et Valachie avec les armes des deux États.
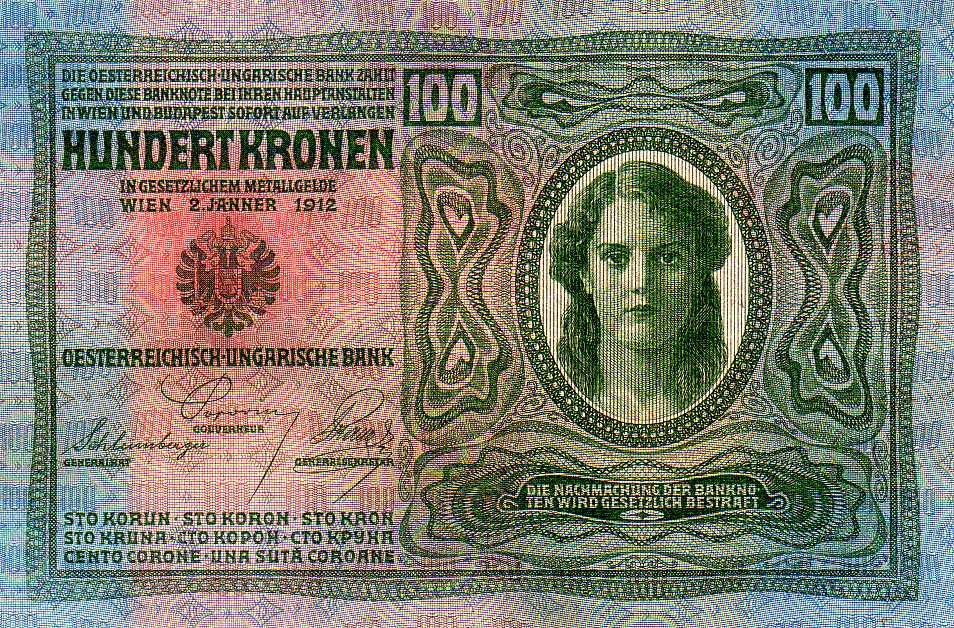
Billet austro-hongrois de cent couronnes (una sută coroane en roumain, dernière mention en bas du billet).
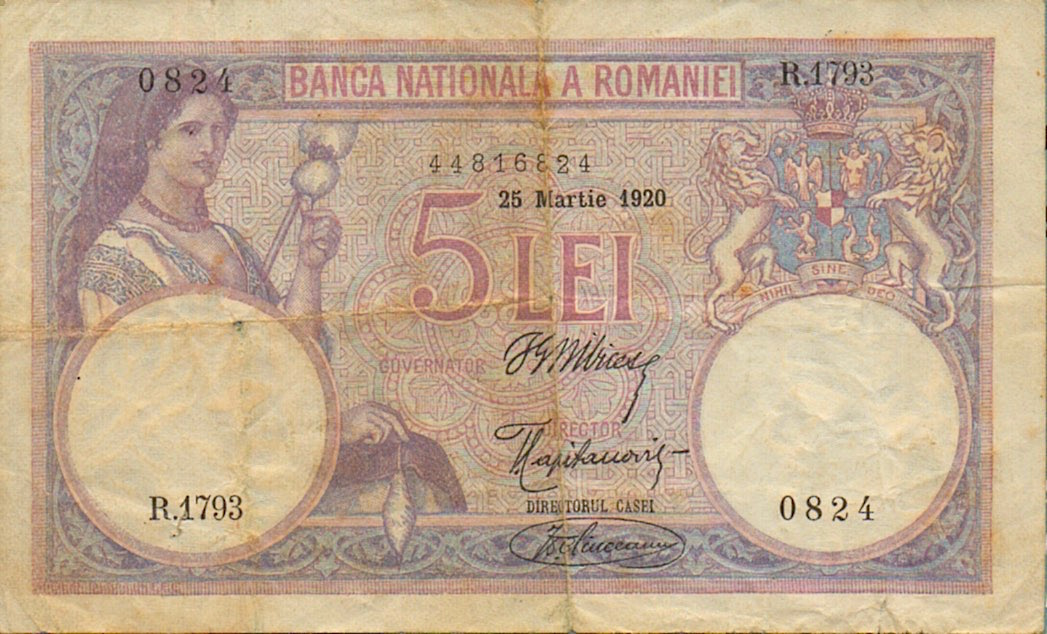
5 lei, 1920, avers.
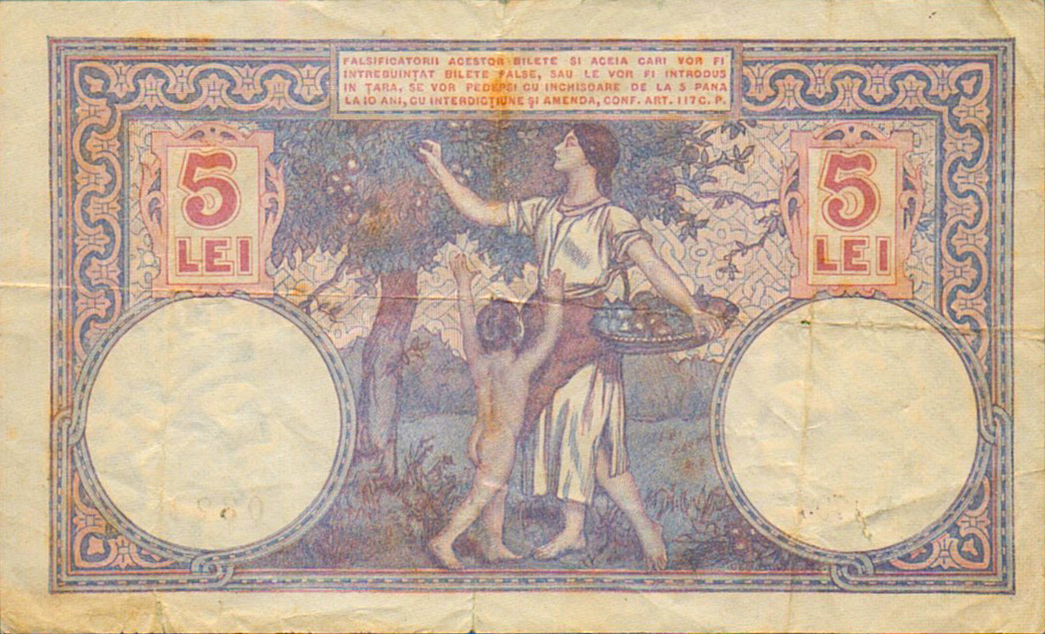
5 lei, 1920, revers.
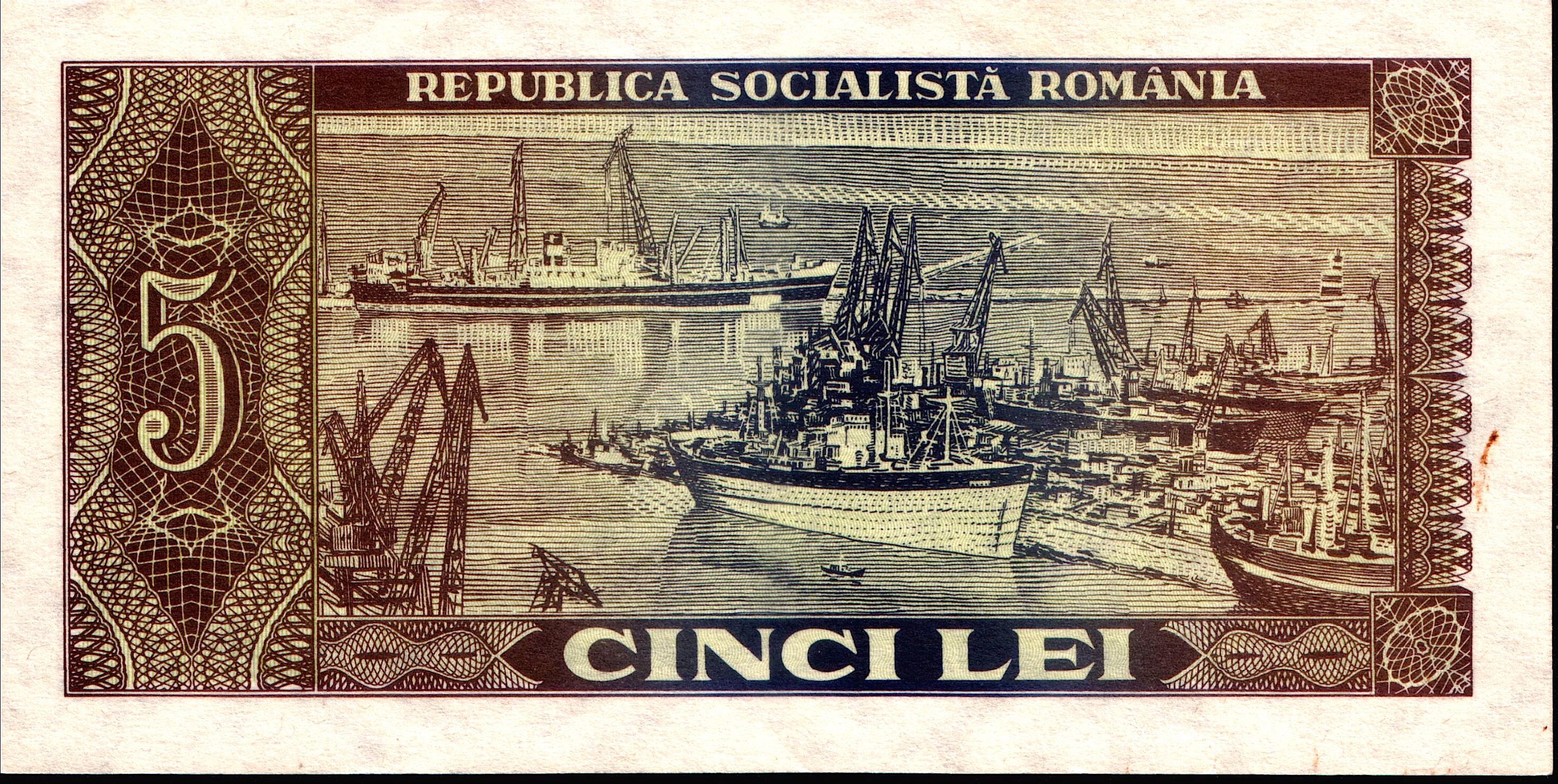
5 lei, 1966 : port de Constanța.
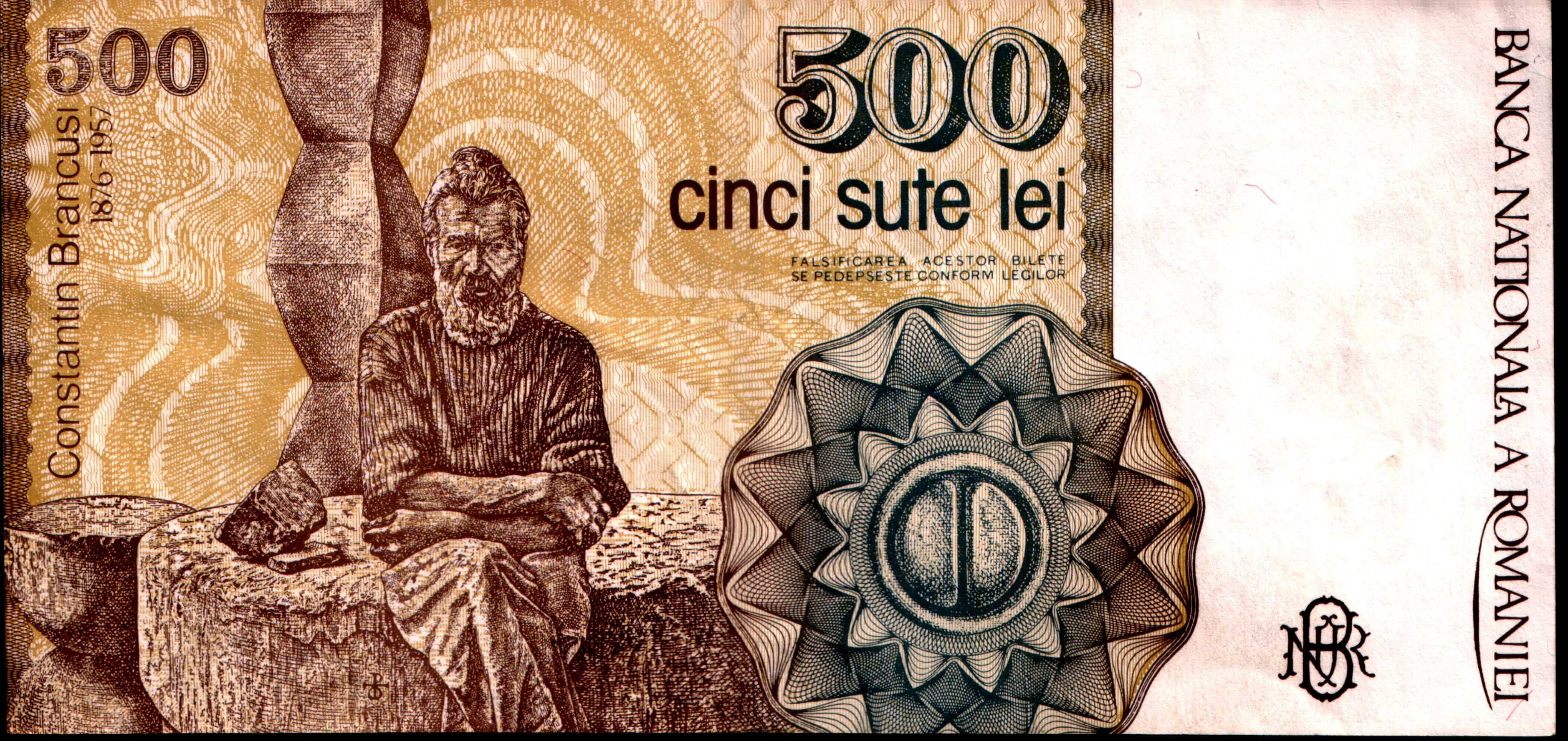
Billet roumain de 500 Lei de 1991 (équivalent du précédent) représentant le sculpteur Constantin Brâncuși.

## Taux de change
Le 30 août 2024, le cours de change est de : 
- 1 EUR = 4,9769 RON ;
- 1 USD = 4,4906 RON ;
- 1 GBP = 5,9203 RON.

## Billets de banque roumains
| Face (recto) | Valeur  | Dos (verso) | Description |
| ------------ | ------- | ----------- | --- |
|              | 1 leu   |             | Dimension: 120 × 62 mm - vert prédominant Végétal: la gentiane. Figure l'historien Nicolae Iorga et au verso l'aigle stylisé byzantin de la Principauté de Valachie et la basilique de Curtea de Argeș sa première capitale. |
|              | 5 lei   |             | Dimension: 127 × 67 mm - violet prédominant Végétal: la pivoine. Figure le compositeur George Enescu et au verso l'Athénée roumain et la musique classique.                                                                  |
|              | 10 lei  |             | Dimension: 133 × 72 mm - rose prédominant Végétal: la renoncule. Figure le peintre Nicolae Grigorescu et au verso un fragment de l'un de ses tableaux à thème bucolique et une villa rurale.                                 |
|              | 20 lei  |             | Dimension: 136 × 77 mm - olive verte Végétal: la crocus flavus. Figure Ecaterina Teodoroiu tuée sur le front en 1917 et au verso le Mausolée de Mărășești.                                                                   |
|              | 50 lei  |             | Dimension: 140 × 77 mm - jaune prédominant Végétal: l'edelweiss. Figure l'ingénieur et pionnier de l'aviation Aurel Vlaicu et au verso l'un de ses avions et la tête d'un aigle royal.                                       |
|              | 100 lei |             | Dimension: 147 × 82 mm - bleu prédominant Végétal: la pensée sauvage. Figure le dramaturge, polémiste, humoriste et écrivain Ion Luca Caragiale et au verso l'une de ses statues et le théâtre national de Bucarest.         |
|              | 200 lei |             | Dimension: 150 × 82 mm - orange prédominant Végétal: le coquelicot. Figure le philosophe et écrivain Lucian Blaga et au verso la figurine protohistorique du « penseur de Hamangia » et un moulin à eau.                     |
|              | 500 lei |             | Dimension: 153 × 82 mm - gris prédominant Végétal: le tilleul. Figure le poète Mihai Eminescu et au verso une page du quotidien "Timpul" et la bibliothèque universitaire de Iași.                                           |